# Mycetophagus flexuosus
Mycetophagus flexuosus är en skalbaggsart som beskrevs av Thomas Say 1826. Mycetophagus flexuosus ingår i släktet Mycetophagus och familjen vedsvampbaggar. Inga underarter finns listade i Catalogue of Life.